# Зелена мухоморка
Зелената мухоморка (Amanita phalloides) е силно отровна гъба от семейство Мухоморкови (Amanitaceae). Тя е причинител на повечето смъртоносни отравяния, настъпили след консумиране на гъби.
Възникнала е в Европа, но се е заселила на всички останали континенти без Антарктида. Среща се в почти всички видове гори. Обича тъмните и влажни места. Появява се в края на пролетта, при дъжд расте и през лятото до късна есен. Бялата форма на зелената мухоморка (A. phalloides var. alba) е идентична във всички белези с изключение на цвета.
Токсините съдържащи се в 5 грама зелена мухоморка (Amanita phalloides) са достатъчни за да убият 70-килограмов човек.

## Вид
Типични за плодното тяло са следните белези:
- Маслинено зелена, зелена, зеленикава или жълта гугла, с диаметър достигащ 15 cm.
- Бели пластинки и бял споров прашец.
- Дълго, с торбесто пръстенче и оцветено бяло или слабо зеленикаво стъбло. Също така има набраздени люспици по дължината му. В началото е уголемено и достига височина 18 cm. Диаметърът му е от 1 до 3 cm.
- Щедра волва.

## Разпространение
Зелената мухоморка образува микориза с различни видове дървета (дъб, бук, леска). Предпочита плодородните почви и светлите широколистни и смесени гори. Гъбите самостоятелно или на групи са често срещани. Особено широко разпространени са в умерените пояси на Европа, Азия и Северна Америка.

## Отравяне
Съдържа два вида токсини: фалотоксини и аматоксини. Сред фалотоксините са фалоин, фалоидин, фализин и фалицидин. От аматоксините съдържа аманитохемолизин, аманитин и др. Основният причинител на смърт е токсинът алфа-аманитин. Черният дроб и бъбреците се засягат най-много и често единственият начин да се избегне смъртта е трансплантация на черен дроб. Симптомите на отравяне настъпват след 6 – 24 часа. В повечето случаи необратимата вреда настъпва преди появата на симптоми.
Причина за повечето отравяния е липсата на опит при идентификацията на бели, ядливи печурки.
Папа Климент VII (1523 – 1534) е починал след отравяне от зелена мухоморка.